# June Jordan
June Millicent Jordan (Harlem, 9 de julho de 1936 – Berkeley, 14 de junho de 2002) foi uma poetisa, ensaísta, professora e ativista americana. Em suas obras, ela explorou questões de gênero, raça, imigração e representação.
Jordan era apaixonada por usar o inglês negro em sua escrita e poesia, ensinando outras pessoas a tratá-la como sua própria língua, além de ser uma importante saída para expressar a cultura negra.
Jordan foi introduzida no National LGBTQ Wall of Honor dentro do Monumento Nacional Stonewall em 2019.

## Primeiros anos
Jordan nasceu em 1936 no Harlem, Nova Iorque, como filha única de Granville Ivanhoe Jordan e Mildred Maude Fisher, imigrantes da Jamaica e do Panamá. Seu pai era carteiro do Serviço Postal dos Estados Unidos (abreviado do inglês: USPS) e sua mãe enfermeira em meio período. Quando Jordan tinha cinco anos, a família mudou-se para a área de Bedford-Stuyvesant, no Brooklyn, em Nova Iorque. Ao definir seu pai como alguém que lhe transmite a sensação do seu amor pela literatura, ela começou a escrever sua própria poesia aos sete anos de idade.
Jordan descreve as complexidades de sua infância em seu livro de memórias de 2000, Soldier: A Poet's Childhood. Ela explora seu relacionamento complicado com seu pai, que a incentivou a ler amplamente e memorizar passagens de textos clássicos, mas que também a espancava pelo menor passo em falso e a chamava de "maldita filha do diabo negro". Em seu ensaio de 1986 intitulado "For My American Family", Jordan explora os muitos conflitos de crescer como filha de pais imigrantes jamaicanos, cujas visões do futuro de sua filha ultrapassaram em muito os guetos urbanos de seu presente. A mãe de Jordan morreu por suicídio. Ela lembra de seu pai dizendo-a: "Houve uma guerra contra as pessoas de cor, eu tive que me tornar um soldado."
A vida escolar de Jordan começou no sistema de escolas públicas da cidade de Nova Iorque, "começando seus estudos na escola primária PS 26". Jordan frequentou a Escola Secundária Midwood do Brooklyn por um ano, começando aos doze anos, antes de se matricular na Northfield Mount Hermon School, uma escola preparatória de elite na Nova Inglaterra. Tanto Milwood quanto Northfield tinham corpos estudantis principalmente brancos. Ao longo de seus estudos, Jordan tornou-se "completamente imersa em um universo branco" frequentando escolas predominantemente brancas; no entanto, ela também foi capaz de construir e desenvolver sua identidade como negra americana e escritora. Em 1953, formou-se no colegial e matricou-se no Barnard College na cidade de Nova Iorque.
Posteriormente, Jordan expressou como se sentia sobre o Barnard College em seu livro de ensaios de 1981, Civil Wars, escrevendo:
Ninguém nunca me apresentou um único autor, poeta, historiador, personagem ou ideia negra. Também nunca fui designada a uma única mulher para estudar como pensadora, escritora, poetisa ou força vital. Nada do que aprendi aqui diminuiu meu sentimento de dor ou confusão e amargura em relação às minhas origens: minha rua, minha família, meus amigos. Nada me mostrou como eu poderia tentar alterar as realidades políticas e econômicas subjacentes à nossa condição negra na América branca.
Devido a essa desconexão com o currículo predominantemente masculino e branco, Jordan deixou Barnard sem se formar. June Jordan emergiu como poetisa e ativista política quando as autoras negras começaram a ser ouvidas.

## Vida pessoal
No Barnard College, quando ela tinha 19 anos, Jordan conheceu o estudante da Universidade Columbia, Michael Meyer, com quem ela casou-se em 1955. Posteriormente, ela seguiu seu marido para a Universidade de Chicago, onde fez pós-graduação em antropologia. Além disso, também se matriculou na universidade, mas logo voltou para Barnard, onde permaneceu até 1957. Em 1958, Jordan deu à luz o único filho do casal, Christopher David Meyer. O casal se divorciou em 1965 e Jordan criou o filho sozinha.
Após os motins do Harlem de 1964, Jordan descobriu que estava, em suas palavras, "cheia de ódio por tudo e por todos os brancos". Ela escreveu:
... veio a mim que essa condição, se durasse, significaria que eu tinha perdido o ponto: não me assemelhar aos meus inimigos, não menosprezar o meu mundo, não perder minha vontade e capacidade de amar.— June Jordan ISBN 0195156773
A partir de então, Jordan escreveu com amor.Ela também idenficou-se como bissexual em sua escrita, o que ela recusou-se a negar, mesmo quando esse status foi estigmatizado.

## Carreira
O primeiro livro publicado de Jordan, Who Look at Me (1969), foi uma coleção de poemas para crianças. Foi seguido por mais 27 livros em sua vida, e um (Some of Us Did Not Die: Collected and New Essays) que estava no prelo quando ela morreu. Mais dois foram publicados postumamente: Directed By Desire: The Collected Poems of June Jordan (Copper Canyon Press, 2005), e a coleção de poesia de 1970 SoulScript, editada por Jordan, foi relançada.

Ela também foi ensaísta, colunista do The Progressive, romancista, biógrafa e libretista do musical/ópera I Was Looking at the Ceiling and Then I Saw the Sky, composto por John Adams e produzido por Peter Sellars. Quando perguntado sobre o processo de composição do libreto da ópera, Jordan disse:
O compositor, John [Adams], disse que precisava ter todo o libreto antes de começar, então eu apenas sentei na primavera passada e o escrevi em seis semanas, quero dizer, foi tudo o que fiz. Eu não lavei roupa, nada. Eu me coloco 100 por cento nisso. O que dei a John e Peter [Sellars] é basicamente o que a Scribner's publicou agora.
Jordan começou sua carreira de professora em 1967 no City College de Nova Iorque. Entre 1968 e 1978, deu aulas na Universidade Yale, Sarah Lawrence College e Connecticut College. Ela tornou-se diretora do Centro de Poesia da Universidade Stony Brook e foi professora de inglês de 1978 a 1989. Entre 1989 a 2002, foi professora titular nos departamentos de inglês, estudos femininos e estudos afro-americanos da Universidade da Califórnia, em Berkeley.

Jordan era conhecido como "o Poeta do Povo" Em Berkeley, ela fundou o programa "Poesia para o Povo" em 1991. Seu objetivo era inspirar e capacitar os alunos a usar a poesia como meio de expressão artística. Refletindo sobre como ela começou com o conceito do programa, Jordan disse:
Não acordei uma manhã ardendo com uma visão coerente de Poesia para o Povo! A mistura natural de minhas ideias e minhas observações como educadora, poetisa e filha afro-americana de imigrantes mal documentados não me levou a nenhuma perspectiva ou determinação ideológica limitadora. Poesia para o Povo é o resultado árduo e feliz de fracassos e sucessos práticos, cotidianos, em sala de aula.
Jordan compôs três pontos de orientação que incorporavam o programa, que foi publicado com um conjunto de escritos de seus alunos em 1995, intitulado June Jordan's Poetry for the People: A Revolutionary Blueprint. Ela não era apenas uma ativista política e poetisa, mas também escrevia livros infantis.

## Temáticas e influências literárias
Jordan tinha uma forte convicção em usar o inglês negro como uma expressão legítima de sua cultura e encorajou jovens escritores negros a usar esse idioma em seus escritos. Ela continuou a influenciar jovens escritores com sua própria poesia publicada, como suas coleções, Dry Victories (1972), New Life (1975) e Kimako's Story (1981).
Jordan se dedicou a respeitar o inglês negro (AAVE) e seu uso (Jordan 1). Em sua peça "Ninguém significa mais para mim do que você e a vida futura de Willie Jordan", ela critica a rapidez do mundo em degradar o uso do inglês negro ou qualquer outra forma considerada inferior ao "padrão". Além disso, denunciou o "inglês branco" como inglês padrão, dizendo que, em total contraste com outros países, onde os alunos podem aprender em sua língua tribal, "a educação obrigatória na América obriga a acomodação a formas exclusivamente brancas de 'inglês'. O inglês branco, na América, é o 'inglês padrão'." "Ninguém significa mais para mim do que você e a vida futura de Willie Jordan" abre On Call (1985), uma coleção de seus ensaios.
Jordan conta a história de trabalhar com seus alunos para ver a estrutura que existe no Black English e respeitá-la como seu próprio idioma, em vez de uma versão quebrada de outro idioma. O inglês negro era falado pela maioria dos alunos afro-americanos em suas aulas, mas nunca foi entendido como sua própria língua. Ela o apresentou a eles pela primeira vez em um ambiente profissional onde eles normalmente esperavam que o trabalho em inglês fosse estruturado por "padrões brancos". A partir desta lição, os alunos criaram diretrizes para o Black English.
O compromisso de Jordan em preservar o inglês negro ficou evidente em seu trabalho. Ela escreveu: "Existem três qualidades do inglês negro - a presença de vida, voz e clareza - que se intensificam para um sistema de valor negro distinto que nos entusiasma e conscientemente tentamos manter."
Além de escrever para jovens escritores e crianças, Jordan lidou com questões complexas na arena política. Ela abordou temas "como raça, classe, sexualidade, capitalismo, maternidade solteira e lutas de libertação em todo o mundo". Apaixonada por questões feministas e negras, Jordan "passou a vida costurando o pessoal e o político para que as costuras não aparecessem". Sua poesia, ensaios, peças de teatro, jornalismo e literatura infantil integraram essas questões com sua própria experiência, oferecendo comentários que foram perspicazes e instrutivos. Seu ensaio "Declaração de uma independência que eu não teria tão cedo" foi incluído na antologia de 1992 da Daughters of Africa, revisada pela editora Margaret Busby.
Quando perguntada sobre o papel do poeta na sociedade em uma entrevista antes de sua morte, Jordan respondeu: "O papel do poeta, começando com minha própria experiência de infância, é merecer a confiança de pessoas que sabem que o que você faz é trabalhar com palavras."

## Contribuições para a teoria feminista

### "Relatório das Bahamas"
Em seu ensaio pessoal clássico de 1982, "Relatório das Bahamas", Jordan reflete sobre suas experiências de viagem, várias interações e encontros nas Bahamas. Escrevendo em forma de narrativa, ela discute as possibilidades e dificuldades de coalizão e autoidentificação com base na raça, classe e identidade de gênero. Embora não tenha sido amplamente reconhecido quando publicado pela primeira vez em 1982, este ensaio tornou-se central para os estudos sobre mulheres e gênero, sociologia e antropologia nos Estados Unidos. Jordan revela várias questões e termos importantes sobre raça, classe e identidade de gênero.

#### Privilégio
Jordan lida repetidamente com a questão do privilégio em seus poemas e ensaios, enfatizando o termo ao discutir questões de raça, classe e identidade de gênero. Ela se recusa a privilegiar opressores que são semelhantes ou mais parecidos com certas pessoas do que outros opressores. Também afirma que não deve haver pensamento de privilégio porque toda opressão e opressores devem ser vistos igualmente.

#### Conceitos de classe, raça e gênero
"[Em 'Report from the Bahamas'] Jordan descreve os desafios de traduzir linguagens de gênero, sexualidade e negritude no espaço diaspórico, por meio da história de umas breves férias nas Bahamas." De férias nas Bahamas, Jordan descobre que a opressão compartilhada de raça, classe e gênero não é base suficiente para a solidariedade. Ela observa:
"Esses fatores de raça, classe e gênero entram em colapso... sempre que você tenta usá-los como conceitos automáticos de conexão." Eles podem servir bem como indicadores de conflito comumente sentido. Ainda assim, como elementos de conexão, eles parecem tão confiáveis quanto a probabilidade de precipitação para o dia seguinte à noite anterior ao dia.

Enquanto Jordan reflete sobre suas interações com uma série de mulheres negras das Bahamas, desde a empregada do hotel "Olive" até as velhas vendedoras de rua vendendo bugigangas, ela escreve:
Percebo as relações fixas entre essas outras mulheres negras e eu. Eles vendem e eu compro, ou não. Eles correm o risco de não comer. Corro o risco de quebrar na minha primeira tarde de férias. Não somos mais particularmente mulheres; somos partes de uma transação destinada a nos colocar uns contra os outros.
Concentrando-se nas reflexões de sua viagem com exemplos de seu papel como professora que orienta os alunos, Jordan detalha como suas expectativas são sempre surpreendentes. Por exemplo, ela conta como uma estudante de pós-graduação irlandesa com um adesivo de Bobby Sands em seu carro forneceu a assistência necessária a um estudante sul-africano que sofria de violência doméstica. Tal compaixão estava em desacordo com a experiência de Jordan em seu bairro de ser aterrorizada por adolescentes de etnia irlandesa lançando epítetos raciais.

As linhas finais de Jordan enfatizam o imperativo de forjar conexões ativamente, em vez de assumi-las com base em histórias compartilhadas:
Estou dizendo que a conexão final não pode ser o inimigo. A conexão final deve ser a necessidade que encontramos entre nós. . . Devo tornar real a conexão entre esses estranhos e eu em todos os lugares antes que aquelas outras nuvens unifiquem esse bando de nós, tarde demais.

#### Identidade comum vs. Identidade visual
Jordan explora que, como seres humanos, possuímos duas identidades muito contrastantes. A primeira identidade é a identidade comum, aquela que nos foi imposta por uma longa história de padrões sociais, controle de imagens, pressão, uma variedade de estereótipos e estratificação. A segunda é a identidade individual que escolhemos quando temos a chance e sentimos que estamos prontos para expor nosso verdadeiro eu.

## Morte e legado
Jordan morreu de câncer de mama em sua casa em Berkeley, Califórnia, em 14 de junho de 2002, aos 65 anos de idade. Pouco antes de sua morte, ela concluiu Some of Us Did Not Die, sua sétima coleção de ensaios políticos (e 27º livro). Foi publicado postumamente. Nessa obra, ela descreve como seu casamento precoce com um estudante branco enquanto estava no Barnard College a mergulhou na turbulência racial da América na década de 1950 e a colocou no caminho do ativismo social.
Em 2004, a June Jordan School for Equity (anteriormente conhecida como Small School for Equity) em São Francisco recebeu o nome dela por sua primeira turma do nono ano. Eles a selecionaram por meio de um processo democrático de pesquisa, debate e votação. Uma sala de conferências foi nomeada em sua homenagem na Universidade da Califórnia, Berkeley 's Eshleman Hall, que é usada pelos Estudantes Associados da Universidade da Califórnia.
Em junho de 2019, Jordan foi uma dos cinquenta primeiros "pioneiros, pioneiros e heróis" americanos empossados no Muro de Honra LGBTQ Nacional dentro do Monumento Nacional de Stonewall (abreviado do inglês: SNM) no Stonewall Inn da cidade de Nova Iorque. O SNM é o primeiro monumento nacional dos EUA dedicado aos direitos e à história LGBTQ, e a inauguração do muro foi programada para ocorrer durante o 50.º aniversário da rebelião de Stonewall.

## Prêmios e honrarias
Jordan recebeu inúmeras homenagens e prêmios, incluindo uma bolsa Rockefeller de 1969–70 para redação criativa; Prêmio de Design Ambiental da Academia Americana em Roma em 1970; um Prêmio do Conselho de Humanidades de Nova York em 1979; uma concessão do Creative Arts Public Service em 1978; um Yaddo Fellowship em 1979; uma bolsa do Fundo Nacional para as Artes  em 1982; o Prêmio de Realização de Reportagem Internacional da Associação Nacional de Jornalistas Negros em 1984; um New York Foundation for the Arts Fellowship em 1985; um prêmio do Conselho de Artes de Massachusetts em 1985; um MacDowell Colony Fellowship em 1987; um Prêmio de Liderança Nora Astorga em 1989; um prêmio de Serviços Distintos da Northfield Mount Herman School em 1993; um prêmio Ground Breakers-Dream Makers da Woman's Foundation em 1994; um prêmio Lila Wallace Reader's Digest Writers de 1995 a 1998; um Prêmio da Crítica e um enciclopédia do Festival de Edimburgo em 1995, por I Was Looking at the Ceiling and Then I Saw the Sky, que estreou no Royal Lyceum Theatre.
Jordan foi finalista do National Book Award em 1972 por seu romance para jovens adultos His Own Where. Ela foi incluída no Who's Who in America de 1984 até sua morte em 2002. Além disso, também recebeu o prêmio Chancellor's Distinguished Lectureship da UC Berkeley e do PEN Center USA West Freedom to Write Award em 1991.
Em 2005, Directed by Desire: Collected Poems, uma coleção póstuma de seu trabalho, recebeu um Prêmio Literário Lambda em Poesia Lésbica, embora Jordan se identificasse como bissexual. No entanto, a BiNet USA liderou a comunidade bissexual em uma campanha de vários anos, resultando na adição de uma categoria bissexual, começando com os prêmios de 2006.

## Recepção
A escritora afro-americana Toni Morrison comentou:
No jornalismo político que corta como navalhas em ensaios que explodem a escuridão da confusão com uma luz implacável; na poesia que olha tão de perto para os botões lilás quanto para a boca da morte (...) [Jordan] confortou, explicou, descreveu, lutou, ensinou e nos fez rir alto antes de chorarmos (...) Estou falando de um período de quarenta anos de ativismo incansável acoplado e alimentado por arte impecável.
A poeta Adrienne Rich observou:
Qualquer que seja seu tema ou modo, June Jordan delineia continuamente as condições de sobrevivência — do corpo, da mente e do coração.
Alice Walker afirmou:
Jordan nos faz pensar em Akhmatova, em Neruda. Ela está entre as mais corajosas de nós, as mais indignadas. Ela sente por todos nós. Ela é a poetisa universal.

Thulani Davis escreveu:
Em um bairro que tem pontos de referência para os escritores Thomas Wolfe, WH Auden e Henry Miller, para citar apenas três, deveria haver uma rua em Bed-Stuy chamada June Jordan Place, e talvez uma placa dizendo: 'Uma poeta e soldada pois a humanidade nasceu aqui.'

## Obras publicadas
- Whoo Look at Me (em inglês), Crowell, 1969, OCLC 22828
- Soulscript  (em inglês), Doubleday, 1970, OCLC 492067711
- The Voice of the Children (em inglês), Holt, Rinehart e Winston, 1970 (co-editor), OCLC 109494
- Some Changes(em inglês), Dutton, 1971, OCLC 133482
- His Own Where (em inglês). [S.l.]: Feminist Press. 2010. ISBN 978-1-55861-658-5
- Dry Victories (em inglês), Holt, Rinehart e Winston, 1972,ISBN 978-0-03-086023-2
- Fannie Lou Hamer (em inglês), Crowell, 1972,ISBN 978-0-690-28893-3
- New Days: Poems of Exile and Return (em inglês), Emerson Hall, 1974,ISBN 978-0-87829-055-0
- New Life (em inglês), Crowell, 1975,ISBN 978-0-690-00211-9
- Things That I Do in the Dark: Selected Poems, 1954–1977 (em inglês), Random House, 1977,ISBN 978-0-394-40937-5
- Passion (em inglês), Beacon Press, 1980,ISBN 978-0-8070-3218-3
- Kimako's Story (em inglês), Houghton Mifflin, 1981,ISBN 978-0-395-31604-7
- Civil Wars (em inglês), Beacon Press, 1981,ISBN 978-0-8070-3232-9 ;Civil Wars. [S.l.]: Simon and Schuster. 1995. ISBN 978-0-684-81404-9 Simon e Schuster. 1995. ISBN 978-0-684-81404-9 .
- Living Room: New Poems (em inglês), Thunder's Mouth Press, 1985,ISBN 978-0-938410-26-3
- On Call: Political Essays (em inglês), South End Press, 1985, ISBN 978-0-89608-268-7
- Lyrical Campaigns: Selected Poems (em inglês), Virago, 1989,ISBN 978-1-85381-042-8
- Moving Towards Home (em inglês), Virago, 1989,ISBN 978-1-85381-043-5
- Naming Our Destiny (em inglês), Thunder's Mouth Press, 1989,ISBN 978-0-938410-84-3
- Techical Difficulties: African-American Notes on the State on the Union (em inglês), Pantheon Books, 1992,ISBN 978-0-679-40625-9
- Technical Difficulties: New Political Essays (em inglês)
- Haruko: Love Poems (em inglês), Livros de Alto Risco, 1994,ISBN 978-1-85242-323-0
- I Was Looking at the Ceiling and Then I Saw the Sky (em inglês), Scribner, 1995
- June Jordan's Poetry for the People: A Revolutionary Blueprint (em inglês). [S.l.]: Taylor & Francis. 1995. ISBN 978-0-415-91168-9
- Kissing God Goodbye (em inglês), Anchor Books, 1997,ISBN 978-0-385-49032-0
- Affirmative Acts: Political Essays (em inglês), Livros Âncora, 1998,ISBN 9780385492256
- Soldier: A Poet's Childhood (em inglês). [S.l.]: Basic Civitas Books. 2001. ISBN 978-0-465-03682-0
- Some of Us Did Not Die (em inglês). [S.l.]: Basic Civitas Books. 2003. ISBN 978-0-465-03693-6
- Soulscript: A Collection of Classic African American Poetry (em inglês). [S.l.]: Random House Digital, Inc. 2004. ISBN 978-0-7679-1846-6 (reimpressão)
- Directed by Desire: The Complete Poems of June Jordan (em inglês), Copper Canyon Press, 2005. (revisado por Jan Heller Levi e Sara Miles), ISBN 978-1-55659-228-7